# 贝尔图阿

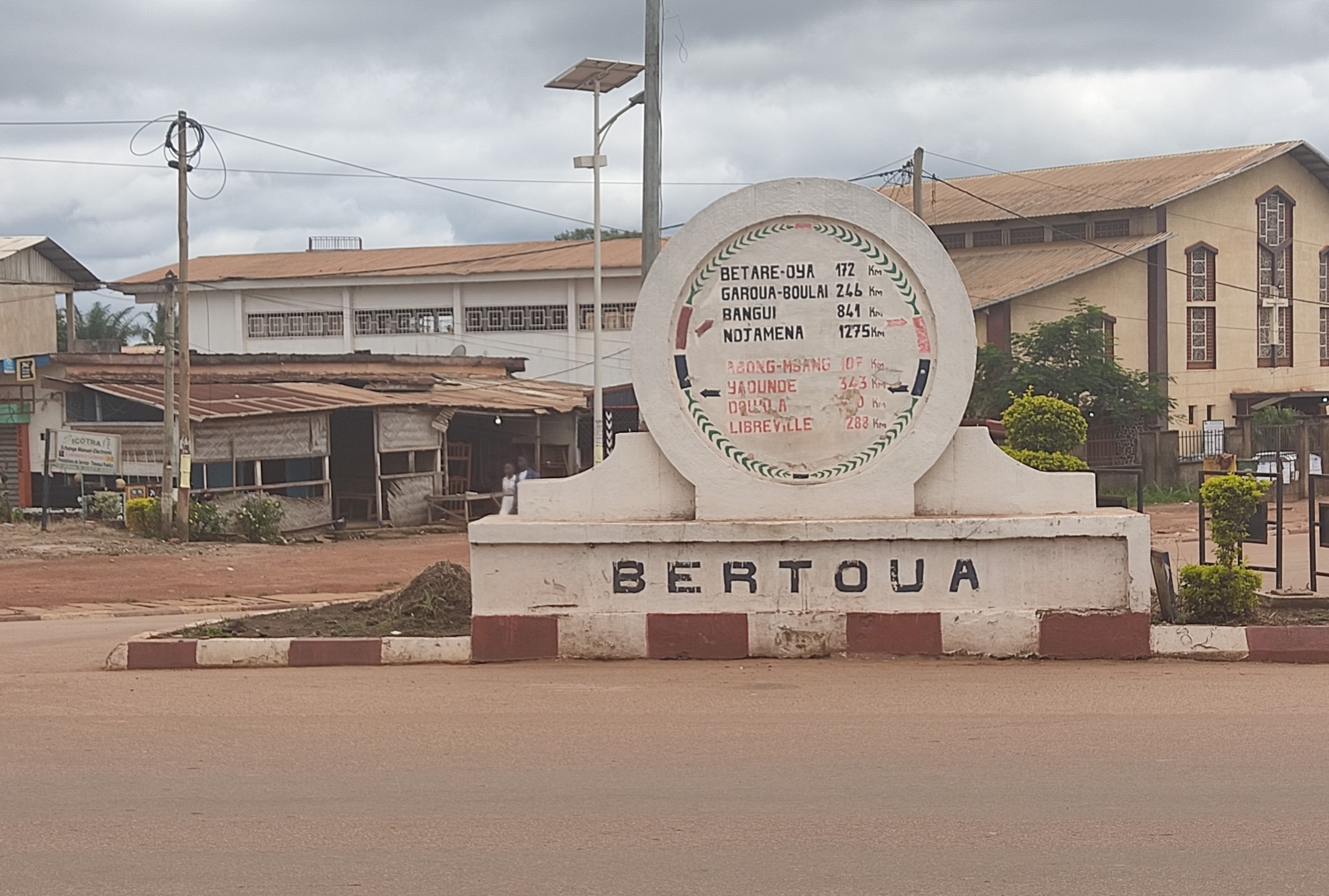
贝尔图阿市中心

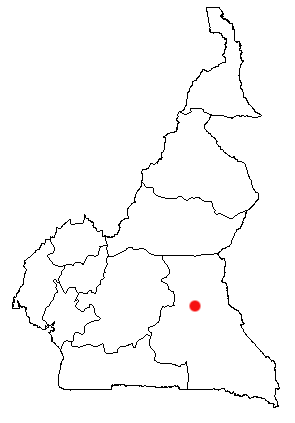
贝尔图阿在喀麦隆的位置

贝尔图阿是喀麦隆的一座城市，东部省首府，2001年估计人口173,000。贝尔图阿市内有一个机场。
4°35′N 13°41′E / 4.583°N 13.683°E